# Andorinhão-peregrino
Andorinhão-de-rabo-espinhoso ou andorinhão-peregrino (nome científico: Chaetura pelagica) é uma espécie de ave pertencente à família dos apodídeos. Também conhecido como andorinhão-migrante

## Características
É uma ave veloz de tamanho médio, medindo de 12 a 15 cm de comprimento, com envergadura de 27 a 30 cm e peso variando de 17 a 30 g. Os sexos são idênticos na plumagem, embora os machos sejam em média um pouco mais pesados que as fêmeas.